# De pe a pa
De pe a pa fue un programa de Televisión Nacional de Chile, emitido desde el 7 de enero de 1996 hasta el 17 de julio de 2005. Era conducido por el periodista deportivo Pedro Carcuro. Se concentraba en los temas que afectaban al mundo y a Chile.
Se emitía los domingos en horario estelar a las 22:00 (7 de enero-19 de marzo de 1996, 8 de julio de 2001-17 de julio de 2005), siendo también emitido los miércoles a la misma hora (6 de noviembre de 1996-25 de marzo de 2001). Tenía dos horas de duración.

## Invitados
Los invitados más emblemáticos que pasaron por el programa son, entre otros:
| - Carla Ochoa - Isabel Bawlitza - Tonka Tomicic - Adriana Barrientos - Alejandra Pradón - Luciana Salazar - Graciela Alfano - Valeria Mazza - Nicole Neumann - Carolina "Pampita" Ardohaín - Silvina Luna - Cindy Crawford - Jenny McCarthy - Maripily Rivera - Naomi Campbell - Gisele Bündchen - Adriana Lima - Alessandra Ambrosio - Isabeli Fontana - Sonia Viveros - Sigrid Alegría - Antonella Ríos - Pamela Villalba - Néstor Cantillana - Álvaro Espinoza - Claudia Di Girolamo - Héctor Noguera - Francisco Reyes - Alfredo Castro - Florencia de la V - Andrea del Boca - Pablo Echarri - Leonardo Sbaraglia - Sandra Villarruel - Florencia Peña - Federico Luppi - Taís Araújo - Mel Lisboa - Margarita Rosa de Francisco - Rossy de Palma - Victoria Abril - Mia Farrow - Édgar Vivar - Carlos Villagran - Roberto Gómez Bolaños - Florinda Meza - María Antonieta de las Nieves - / Natalia Oreiro - Catherine Fulop - Iván Zamorano - Marcelo Salas - Víctor Hugo Castañeda - Luis Chavarría - Rodrigo Goldberg - Marcelo Ríos - Nicolás Massú - Leonel Sánchez - Fernando González - Mario Alberto Kempes - Diego Armando Maradona - Guillermo Vilas - Gabriela Sabatini - Romário - Mario David - Enzo Francescoli - Magic Johnson - Andrés Allamand - Alberto Espina - Andrés Zaldívar - Joaquín Lavín - Michelle Bachelet - Sebastián Piñera - Evelyn Matthei - Antonio Horvath - Jaime Ravinet - Mónica Madariaga - Ricardo Lagos - Juan Pablo Letelier - Iván Moreira - Alberto Cardemil - José Pablo Arellano - Carlos Menem - Elisa Carrió | - Melón y Melame - Coco Legrand - Dino Gordillo - Salomón y Tutu Tutu - Stefan Kramer - Renata Bravo - Paul Vásquez - Eugenio Derbez - Elenco de 31 minutos - Los bochincheros - Condorito - Elenco de Rojo fama contrafama - Anita Alvarado - Pedro Lemebel - Viviana Díaz - Millaray Viera - Jorge Medina - Marco Enríquez-Ominami - Zalo Luna - Guillermo Coppola - Joaquín Cortés - Sarah Ferguson - Nezareth Castillo |